# Det gule pas
Det gule pas (russisk: Земля в плену, Fange af jorden) er en sovjetisk film fra 1927 af Fjodor Otsep.
Filmen handler om den tidligere soldat Jakov Koval, der vender tilbage til sin landsby og uden held forsøger at forsørge sin familie ved at arbejde som landarbejder. For at undgå, at familiens hus ender på tvangsauktion indvilliger hustruen Maria i at gå ind i tjeneste hos godsejeren. 
Filmen havde premiere i Danmark den 20. november 1928, hvor den blev vist i Palads Teateret og i Kinografen.

## Medvirkende
- Anna Sten som Maria
- Ivan Koval-Samborskij som Jacob
- Mikhail Narokov som Belskij
- Vladimir Fogel
- Anel Sudakevitj som Anja